# Sgùrr MhicChoinnich
Sgùrr MhicChoinnich är ett berg i Storbritannien.   Det ligger i kommunen Highland och riksdelen Skottland, i den nordvästra delen av landet, 700 km nordväst om huvudstaden London. Toppen på Sgùrr MhicChoinnich är 948 meter över havet, eller 185 meter över den omgivande terrängen. Bredden vid basen är 2,4 km. Sgùrr MhicChoinnich ligger på ön Skye. Det ingår i Cuillin Hills.
Terrängen runt Sgùrr MhicChoinnich är kuperad. Havet är nära Sgùrr MhicChoinnich åt sydost.